# مقبرة 71
مقبرة رقم 71 هي مقبرة بنت عنتا في وادي الملكات بمصر. و ذكرها شامبليون وليبسيوس، ثم قام بالتنقيب عنها إرنستو شياباريلي (مدير المتحف المصري بتورينو).

## المقبرة
مقبرة رقم 71 تُنسب إلى بنت عنتا ابنة رمسيس الثاني ونفرتاري. وهي الابنة الاولى في ترتيب البنات في أبو سمبل وأصبحت الزوجة الملكية العظيمة لاحقًا، كما يُعتقد انها تزوجت اخيها مرنبتاح بعد وفاة والدها.
أصبح من الممكن الوصول إلى المقبرة على الأقل منذ زمن روبرت هاي من لينبلوم (1826)، الذي أشار إلى أن الوصول إلى الغرفة (B) لا يمكن تحديد موقعها لأن السقف المقبب قد انهار. وفي الآونة الأخيرة، تم تطهير المقبرة من قبل الفريق الفرنسي المصري في 1971-1972.
تحتوي القاعة الرئيسية على عدة مناظر للآلهة. تظهر بنت عنتا أمام بتاح سوكر، وحتحور، وأنوبيس. الأميرة الملكة تقودها حتحور إلى الإله شو، وفي مشهد آخر يقودها أنوبيس إلى أوزوريس وحتحور.  كما تظهر مشاهد أخرى أن المتوفى يقدم القرابين لخبري وأنوبيس، ويقدم صورة ماعت لبتاح. وفي مشهد آخر يقود تحوت للظهور أمام رع وإيزيس. 
في الغرفة الداخلية تظهر بنت عنتا وهي امام سرقت وتظهر مشاهد أخرى المتوفى قبل جب رع. تظهر بنت عنتا أيضًا مع الأميرة التي تقف امام ابن آوى أنوبيس. 
تم العثور على تابوت بنت عنتا وغطائه. التابوت موجود الآن في متحف القاهرة (JdE 47370)، وتنص نصوصه على:
القدم المستديرة: أوزوريس، الأميرة الوراثية، صاحبة الحظوة الكبيرة، رئيسة الحريم، ابنة الملك بنت عنات

## وصلات خارجية
نسخة محفوظة 6 يونيو 2023 على موقع واي باك مشين. (بالإنجليزية)، لتفاصيل الداخلية للمقبرة